# حزب سعادت (اهواز)
حزب سعادت (به عربی: حزب السعادة) یک حزب سیاسی راست‌گرا بود که در سال ۱۳۲۵ توسط  الزعیم حداد با همراهی چند تن از شیوخ و رؤسای عشایر عرب و با همراهی برخی فعالان سیاسی هویت‌گرای عرب خوزستان تأسیس شد.

## تاریخچه
پس از شهریور ۱۳۲۰، نیروهای متفقین وارد ایران شده و به اشغال آن دست زدند. نیمهٔ شمالی ایران توسط روسیه و نیمهٔ جنوبی ایران توسط انگلستان اشغال شد و خوزستان نیز که در جنوب ایران قرار دارد تحت اشغال نظامی انگلستان قرار گرفت. در این مدت انگلستان که تأسیسات نفتی ایران را نیز در دست داشت، از فعالیت گروه‌های چپ و به ویژه حزب توده جلوگیری می‌کرد و در عوض با برقراری روابطی با عشایر و تأسیس نیروهای سیاسی نزدیک به خود تلاش می‌کرد تا ضمن حفظ سلطهٔ خود در نواحی نیمهٔ جنوبی کشور، مانع از نفوذ شوروی در این مناطق از طریق فعالیت گروه‌های چپ و کارگری شود. در این بستر سیاسی و تاریخی بود که گروهی از شیوخ و رؤسای عشایر عرب خوزستان با همراهی فعالان سیاسی عرب این منطقه اقدام به تأسیس حزبی راستگرا با مشی هویت عربی کردند.
یکی از پسران شیخ خزعل به نام شیخ عبدالله‌خان ملقب به سردار اشرف بنیانگذار این حزب دانسته شده‌است. همچنین از شیخ مذخور یکی از عموزادگان شیخ خزعل نیز به عنوان یکی از شخصیت‌های محوری حزب سعادت یاد شده‌است. برخی منابع حزب سعادت را شاخهٔ اتحادیهٔ کشاورزان عرب در میان عرب‌های ایران معرفی کرده‌اند. یوسف عزیزی بنی‌طرف نوشته که شیخ عبدالله، پسر شیخ خزعل در سال ۱۳۲۳ به اهواز آمد و برای احیای حزب سعادت تلاش کرد. او نوشته که شیخ عبدالله با نام خودش اقدام به ضرب سکهٔ طلا کرده‌بود. از محی‌الدین کعبی شاعر و فعال سیاسی نیز به عنوان عضو کادر رهبری حزب سعادت یاد شده‌است که بعداً و در سال ۱۳۴۰ در تأسیس تشکیلات جبهه‌التحریر نیز مشارکت کرد.
از محمد الحداد ملقب به الزعیم به عنوان رهبر و موسس حزب سعادت یاد شده و با توجه به اینکه ایشان اولین و بزرگترین و تنها پیمانکار شرکت نفت ایران و انگلیس و پالایشگاه آبادان در آن زمان بود و گفته میشود که ایشان از ثروتمندترین و متمول ترین افراد خلیج بوده است و ارتباط بسیار نزدیکی با انگلیسی ها و سفرا و کاردار های آنها داشته است و با توجه به اینکه حزب سعادت در شهر آبادان تاسیس شده و کمیته مرکزی آن در شهر آبادان بوده و در آن دوران الزعیم حداد قدرتمندترین و پرنفوذترین شخص در آبادان و به کلی استان خوزستان بوده است این ادعا صحیح تر و مستندتر و مورد قبول می باشد.
محل تأسیس حزب سعادت بندر آبادان و سال تأسیس آن نیز ۱۳۲۵ خورشیدی (۱۹۴۶ میلادی) ذکر شده‌است. علاوه بر این به فعالیت این حزب در شهر خرمشهر نیز اشاره شده‌است.

## مواضع حزب
حزب سعادت مواضعی طایفه‌ای و عشیره‌ای داشت و به لحاظ اتخاذ رویکردی مدرن به مسئلهٔ ملی، قابل مقایسه با فرقه دموکرات آذربایجان یا حزب دموکرات کردستان نبود. اگرچه این حزب ۱۹ سال پس از سقوط شیخ خزعل تأسیس شده‌بود و در این مدت اوضاع سیاسی و اجتماعی خوزستان تحول یافته بود، اما رهبران این حزب با ذهنیتی عشیره‌ای با مسائل جدید برخورد می‌کردند و قادر به درک تغییرات بنیادین جامعه نبودند.
مواضع حزب سعادت چنان متکی بر مسائل عشیره‌ای بود که حتی سبب شد تا این حزب با اتحادیه عشایری قوام‌السلطنه هم متحد شود.
با این حال حزب سعادت مواضعی علیه جنبش کارگری داشت. در آن دوران فعالیت‌های جنبش کارگری عمدتاً‌در ارتباط با حزب توده ایران انجام می‌شد و خوزستان و صنایع نفت آن نیز مهم‌ترین مراکز کارگری در ایران به‌شمار می‌آمدند که جمعیت عظیمی از طبقهٔ کارگر صنعتی ایران را به خود مربوط می‌کردند. حزب سعادت که موضع خود را بر هویت عربی متمرکز کرده‌بود، با فعالیت احزاب دیگر در خوزستان مخالف بود. در همین راستا نیز به مخالفت با فعالیت‌های حزب توده و جنبش کارگری می‌پرداخت و شعار «اخراج کارگران غیرعرب» را سر می‌داد. در مقابل حزب توده نیز که رویکردی طبقاتی و نیز ضد امپریالیستی داشت، حزب سعادت را نیرویی ارتجاعی وابسته به فئودال‌ها و شیوخ عرب می‌دانست که با قرار گرفتن در مقابل جنبش کارگری، در راستای منافع انگلستان عمل کرده و به آلت دست شرکت نفت ایران و انگلیس تبدیل شده‌است.
شرکت نفت ایران و انگلیسی به بهانهٔ ایجاد امنیت برای مراقبت از تأسیسات نفتی و توسعهٔ آن و به پشتوانهٔ نیروهای نظامی بریتانیا که در سال‌های اشغال نظامی ایران (۱۳۲۴–۱۳۲۰) در خوزستان مستقر بودند، از هیچ قانونی تبعیت نمی‌کرد و در پرداخت دستمزدها، تعیین ساعات کار، تعیین مزایا، مرخصی، بیمه، بازنشستگی و … به دلخواه خود عمل می‌کرد. مهم‌تر از آن اینکه هیچ‌گونه فعالیت اتحادیه‌ای نیز از سوی شرکت نفت تحمل نمی‌شد. جنگ جهانی دوم در اسفند ۱۳۲۴ پایان یافت و با رسیدن قوام‌السلطنه به نخست‌وزیری امکان فعالیت برای تشکیلات کارگری و چپ بیشتر مهیا گشت و حزب توده نیز که در نخستین سال‌های تأسیس فعالیت چندانی در خوزستان نداشت، هرچه بیشتر به فعالیت در میان کارگران پرداخت که به گسترش فعالیت‌های این حزب طی سال‌های ۱۳۲۵ و ۱۳۲۶ انجامید. با این حال در اوایل خرداد ۱۳۲۵ اتحادیه‌های کارگری در تنگنای بی‌سابقه‌ای قرار گرفتند و حمله و تعرض به کارگران در اعتصابات و تجمعات شدت گرفت. در این ضدیت با جنبش کارگری و فعالیت‌های کارگران انگلستان، دولت مرکزی و حزب سعادت هم‌رأی بودند. به همین دلیل نیز اقدامات حزب سعادت علیه جنبش کارگری به موضع‌گیری محدود نمی‌شد و گاه به حملهٔ اعضای این حزب به کارگران نیز می‌انجامید. در سال ۱۳۲۵ نمایندگان کارگران از بندر معشور (ماهشهر) خبر حمله به تجمع خود را اینگونه منتشر ساختند:
سرمایه‌داران خائن و مزدور یک عده اعراب عشایر را علیه کارگران تحریک و با اسلحهٔ گرم و سرد حمله می‌نمایند، به طوری که کوی کارگران در محاصرهٔ اشرار مسلح با تفنگ‌های انگلیسی درآمد.»
عبدالخالق جرفی معتقد است که این قبیل درگیری‌ها میان دو حزب سبب شد تا فرجام کار حزب نه به سود طبقهٔ کارگر باشد و نه به رفع مسئلهٔ ملی بینجامد، بلکه شرکت نفت ایران و انگلیس و حکومت مرکزی برندهٔ بازی باشند.

## ارتباط با حزب عشایری
حزب اتحادیه عشایر یا حزب عشایری در خرمشهر تأسیس شد و در هویزه و قهریه نیز دارای روابطی بود. گفته می‌شود که حزب سعادت با اتحادیه عشایری که به قوام‌السلطنه گرایش داشت در ارتباط بوده‌است. بر اساس دو گزارش رئیس شهربانی کل کشور پاسیار یکم حسام وزیری به وزارت کشور در تیر ۱۳۲۵، چند تن از شیوخ دشت میشان ازجمله «شیخ تفته ناشر»، «شیخ حمدان کاظم» و «شیخ عذرا» از طایفهٔ بنی‌طرف به دنبال تأسیس شاخه‌ای از حزب اتحادیهٔ عشایر در سوسنگرد بوده‌اند و افرادی هم از «خدایان خیاو و میشان و هویزه» برای این کار آن‌ها را همراهی می‌کرده‌اند. اما به درخواست رئیس شهربانی در تاریخ ۱۷ تیر ۱۳۲۵ تشکیل حزب سه روز به تعویق افتاده تا به درگیری با حزب توده نینجامد. بر اساس همین گزارش حزب توده نیز با تشکیل «اتحادیهٔ کارگران دشت میشان» به دنبال تثبیت موقعیت خود در آن منطقه بوده‌است. در تاریخ ۲۹ تیر نیز گزارشی از تهدیدات شیوخ سوسنگرد علیه فعالان منسوب به حزب توده منتشر شده‌است.

## فرجام حزب سعادت
گفته می‌شود که رهبر حزب سعادت مورد هجوم نیروهای امنیتی رژیم پهلوی قرار گرفت. گفته می‌شود که رهبر حزب الزعیم حداد در آبادان، در مرداد ۱۳۲۵ به ضرب گلوله کشته، و جنازه‌ او را در منزلش سوزانده شده‌است. خانواده او توانستند از دست مهاجمان جان سلام بدر برند. همچنین گفته می‌شود که به دنبال این اتفاقات درگیری‌هایی در آبادان اتفاق افتاده‌است. برخی ملی‌گرایان عرب همچون جابر احمد و عبدالوهاب خانجی در سال‌های اخیر این حملات را به حزب توده منسوب کرده و مدعی شده‌اند که این حزب در کشتن الزعیم حداد و دیگر اعضای حزب سعادت نقش داشته‌است. با این وجود تاکنون هیچ اسناد و مدارکی که دال بر دخالت حزب توده در قتل الزعیم حداد یا دیگر اعضای حزب سعادت باشد به دست نیامده‌است.

## اقدامات
بر اساس گزارشی، نیروهای شیخ عبدالله خزعل در روز ۲۰ دی ۱۳۲۴ در شهر خرمشهر با نیروهای نظامی دولتی درگیر شده و چند تن از ژاندارم‌ها را خلع سلاح کرده‌اند.